# Flaga Maastricht
Flaga Maastricht – składa się z czerwonej powierzchni z pięcioramienną gwiazdą umieszczoną po jej lewej stronie.

## Wzór
Wysokość gwiazdy wynosi 3/5 całej wysokości flagi, a przestrzeń poniżej i powyżej gwiazdy musi być równa. Ponadto, proporcja pomiędzy wysokością i szerokością wynosi 2:3.

## Historia
W 1438 roku flagę Maastricht opisano jako sześcioramienną gwiazdę na czerwonym tle. Wizerunek flagi z 1545 roku zamieszczono w książce Wappenbuch von Meister IK we Frankfurcie nad Menem, w Niemczech. Jednakże w 1549 roku flaga jest opisywana jako żółto-biało-czerwona. W 1647 roku biała gwiazda na czerwonym tle powróciła po podpisaniu pokoju westfalskiego. Kolejny wzór flagi to dwa pasy w kolorach białym i czerwonym (biały na górze, czerwony na dole), który przypominał flagę Polski. W 1994 roku przywrócono oryginalny wygląd flagi.